# Eichmann (film)
Pour les articles homonymes, voir Eichmann.
Pour plus de détails, voir Fiche technique et Distribution.
Eichmann est un film britannico-hongrois réalisé par Robert Young en 2007 et interprété notamment par Thomas Kretschmann et Troy Garity.

## Synopsis
L'histoire des interrogatoires d'Adolf Eichmann.

## Fiche technique
- Titre  original : Eichmann
- Réalisation, scénario : Robert Young
- Production :
- Sociétés de production : Ufilm, E-Motion, Thema Production
- Musique : Richard Harvey
- Photographie : Michael Connor
- Montage : Saska Simpson
- Création des décors : Tibor Lázár
- Direction artistique : Ino Bonello et Judit Csák
- Décorateur de plateau :  Zoltán Schöffer
- Création des costumes : Alyson Ritchie
- Coordinateur des cascades :  Béla Unger
- Genre : Film historique
- Budget :
- Langue :
- Durée : 96 minutes
- Dates de sortie : Royaume-Uni 21 juillet 2008

## Distribution
- Avner W. Less : Lui-même (voix)
- Thomas Kretschmann : Adolf Eichmann
- Troy Garity : Avner Less
- Franka Potente : Vera Less
- Stephen Fry : Minister Tormer
- Delaine Yates : Miriam Fröhlich
- Tereza Srbova : Baroness Ingrid von Ihama
- Scott Alexander Young : Robert Servatius
- Béla Fesztbaum : Rudolf Kastner